# Джон Бредмор
Джон Бредмор (англ. John Bradmore, пом. 1412) — англійський хірург і металообробник, автор праці "Філомена" (лат. Philomena), одного з найдавніших трактатів з хірургії. Він був придворним хірургом за часів правління англійського короля Генріха IV. Найбільш відомий тим, що витягнув стрілу, яка застрягла в черепі принца, майбутнього Генріха V, в Кенілворті, після битви при Шрусбері в 1403 році.

## Родина
Відомо, що Бредмор практикував хірургію разом з іншими членами своєї родини. Його брат Ніколас Бредмор також був записаний як хірург у Лондоні, хоча Джон, швидше за все, з них двох був більш успішним, накопичивши багато маєтностей. Дочка Джона, Агнес, вийшла заміж за іншого хірурга, Джона Лонджа. Бредмор працював придворним лікарем протягом усього правління короля Генріха IV.
За словами історика Фей Ґетц, "хірурги, здається, особливо часто займалися металообробкою як ремеслом, ймовірно, виготовляючи хірургічні інструменти для себе і на продаж". Бредмор, швидше за все, був вправним металообробником, оскільки він також згадується як "гемстер" (gemestre), що може означати, що він виготовляв ювелірні вироби.

## Операція з вилучення
Перед битвою при Шрусбері Бредмор був ув'язнений за підозрою у використанні своїх навичок металообробки в незаконних цілях, а саме у підробці монет. Після того, як шістнадцятирічний принц Генріх був поранений в обличчя в Шрусбері, Бредмор був звільнений, щоб допомогти принцу.
Бредмор відвідав принца в Кенілворті, куди пораненого Генріха відвезли після битви. Стріла пробила лівий бік під оком біля носа молодого принца, ледь не зачепивши стовбур мозку і навколишні артерії. Коли хірурги спробували витягти стрілу, древко зламалося, залишивши вістря в черепі на глибині близько п'яти-шести дюймів (приблизно 12-15 сантиметрів). Кілька інших лікарів вже були викликані для вирішення проблеми, але не змогли допомогти. Наступник Бредмора на посаді королівського хірурга, Томас Морстед, пізніше назвав їх "непристойними балакучими п'явками".
Бредмор наказав заливати рану медом і винайшов інструмент для екстракції. Два щипці з різьбленням утримували центральний різьблений стрижень, який можна було вставити в рану: за формою він нагадував конічний різьблений стрижень всередині розщепленого циліндра. Як тільки кінець щипців потрапляв у втулку вістря стріли, різьблений стрижень повертався, розкриваючи щипці у втулці наконечника, фіксуючи його на місці, щоб він міг бути витягнутий разом з пристроєм. Інструмент був швидко виготовлений або самим Бредмором, або ковалем за детальним описом останнього. Джон Бредмор сам вводив його в рану, щоб успішно витягти наконечник стріли. Потім рану заливали спиртом (вином), щоб очистити її.

## Подальша діяльність
За свою службу він отримував ренту в розмірі 10 суверенів на рік (приблизно 26 720 фунтів стерлінгів у 2020 році). Існують також записи про виплати, які він отримував за ліки для короля. У 1408 році Бредмор був призначений митним наглядачем Лондонського порту.
Його праця "Філомена", яка документує нововинайдений пристрій і операцію на королі, була написана в період між 1403 роком і смертю Бредмора в 1412 році. Її опублікував зять Брадмора, Джон Лонг. Оригінал був написаний латинською мовою. Англійською він був перекладений у 1446 році.  
Як слуга короля Генріха IV, Бредмор також доглядав за Вільямом Вінцелоу, королівським павільйонником, який намагався покінчити життя самогубство через удар себе ножем у живіт. Під час цієї спроби Вінцелоу розірвав собі кишечник. Бредмор доглядав за ним протягом 86 днів і Вінцелоу вижив.